# レア (小惑星)
レア (577 Rhea) は小惑星帯に位置する小惑星である。ハイデルベルクのケーニッヒシュトゥール天文台でマックス・ヴォルフによって発見された。
ギリシア神話に登場するティーターンの女神の一柱レアーにちなんで名づけられた。
土星の衛星レアも同じ語源で、衛星の方が先に命名された。